# Meldrim Thomson

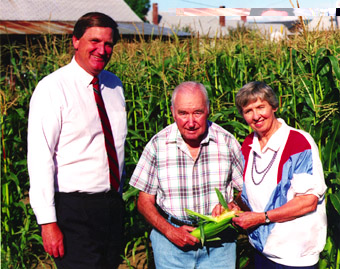
Thomson und seine Ehefrau mit Senator Bob Smith

Meldrim Thomson, Jr. (* 8. März 1912 in Wilkinsburg, Allegheny County, Pennsylvania; † 19. April 2001 in Orford, New Hampshire) war ein amerikanischer Politiker und von 1973 bis 1979 Gouverneur des Bundesstaates New Hampshire.

## Frühe Jahre
Thomson wurde in Pennsylvania geboren, wuchs aber in Florida und Georgia auf. Bis 1930 besuchte er in Miami die dortige High School. Danach besuchte er die Mercer University Law School und das Washington and Jefferson College. Im Jahr 1936 machte er an der University of Georgia seinen juristischen Abschluss, woraufhin er als Rechtsanwalt zugelassen wurde. Zwischen 1936 und 1951 war er bei einem Verlag in Brooklyn, New York City, angestellt, der sich auf juristische Literatur spezialisierte. Im Jahr 1951 machte er sich dann selbständig und gründete einen eigenen juristischen Verlag, den er 1954 von New York City nach Orford in New Hampshire verlegte.

## Politischer Aufstieg
Thomson wurde Mitglied der Republikanischen Partei. Im Jahr 1964 war er Mitglied einer Kommission zur Überarbeitung der Staatsverfassung von New Hampshire. 1966 war er im Schulrat von Orford, in dem er sich gegen Bundesmittel zur Förderung der Bildung aussprach, weil diese seiner Meinung nach an zu viele Bedingungen geknüpft waren. Sowohl 1968 als auch im Jahr 1970 bewarb er sich erfolglos um die Nominierung seiner Partei für das Amt des Gouverneurs. Im Jahr 1972 wurde er dann doch zum Kandidaten nominiert. Im Wahlkampf versprach er, als Gouverneur jede Steuervorlage, die ihm vorgelegt würde, abzulehnen und auch selbst keine neuen Steuern einzuführen.

## Gouverneur von New Hampshire
Nach seiner Wahl zum Gouverneur konnte Thomson am 4. Januar 1973 sein neues Amt antreten, das er nach zwei Wiederwahlen in den Jahren 1974 und 1976 bis zum 4. Januar 1979 ausüben konnte. Hinsichtlich der Steuern hielt Thomson Wort. In seiner Regierungszeit wurden keine neuen Steuern eingeführt und einige bestehende Steuern wurden abgeschafft. Bis heute gibt es in New Hampshire weder eine Einkommensteuer noch eine Mehrwertsteuer (Sales Tax). Kompensiert wurden die Einnahmeausfälle durch Einsparungen bei den Ausgaben. Ungeachtet seiner Steuerpolitik entwickelte sich Thomson zu einem ultrakonservativen Politiker. Er forderte unter anderem, die Nationalgarde des Staates mit Atomwaffen auszurüsten. Er unterstellte Martin Luther King einen unmoralischen Charakter und rückte ihn in die Nähe des Kommunismus.  Diese konservative Einstellung hatte er auch auf vielen anderen Gebieten wie z. B. gegenüber Homosexuellen oder protestierenden Demonstranten. In seiner Amtszeit wurde in New Hampshire die Todesstrafe wieder eingeführt. Thomson pochte auch auf die Rechte seines Staates gegenüber dem Bund, aber auch gegenüber den Nachbarstaaten. Dadurch kam es in seiner Regierungszeit zu Streitereien mit den Staaten Maine und Massachusetts.

## Weiterer Lebenslauf
Im Jahr 1978 verließ er kurzzeitig die Republikanische Partei und gründete eine eigene Partei, die er Constitutional Party nannte. Er beabsichtigte, als Kandidat seiner neuen Partei 1980 für die amerikanische Präsidentschaft zu kandidieren. Nachdem er aber einsehen musste, dass seine finanziellen Mittel für den Wahlkampf nicht ausreichten, und die Republikaner Ronald Reagan nominierten, den er übrigens 1976 selbst unterstützt hatte, zog er sich aus dem Wahlkampf zurück. Reagan gewann dann die Wahlen gegen Jimmy Carter. Thomson kehrte anschließend zu den Republikanern zurück.
Meldrim Thomson starb im Jahr 2001. Mit seiner Frau Anne Gale Kelley hatte er sechs Kinder.